# 七一雑報
『七一雑報』（しちいちざっぽう）は、1875年（明治8年）より8年間神戸市で発行された、日本最初のキリスト教定期刊行物である。
1875年、神戸市中山通のアメリカン・ボードにより運営された新報社により『七一雑報』が創刊された。1883年6月12日8巻23号より、発行所が神戸栄町福音社に移る。1883年6月26号（8巻25号）で廃刊になる。
1883年7月3日、『七一雑報』を引き継ぎ『福音新報』が発刊される。
社長は今村謙吉、編集長は村上俊吉、記者は前田泰一であった。